# Austin Butler
Austin Robert Butler (Anaheim, California, 17 de agosto de 1991) es un actor, cantante y modelo estadounidense, conocido principalmente por interpretar a Elvis Presley en la película biográfica musical Elvis. Comenzó su carrera en televisión, primero en papeles en Disney Channel y Nickelodeon y luego en dramas para adolescentes, incluidas partes recurrentes en las series de The CW Life Unexpected (2010-2011) y Switched at Birth (2011-2012). Obtuvo reconocimiento por protagonizar The Carrie Diaries (2013-2014) y The Shannara Chronicles (2016-2017).
Butler hizo su debut en Broadway en la reposición de The Iceman Cometh en 2018 e interpretó a Tex Watson en la película de Quentin Tarantino Once Upon a Time in Hollywood (2019). En 2022, logró un mayor reconocimiento mundial por su interpretación aclamada por la crítica de Elvis Presley en la película biográfica musical Elvis, ganando un Globo de Oro y un BAFTA al mejor actor.

## Biografía
Austin Robert Butler nació el 17 de agosto de 1991 en Anaheim, California, hijo de Lori Anne (de soltera Howell), una esteticista, y David Butler. Los dos se divorciaron cuando él tenía siete años. Tiene una hermana mayor, Ashley (nacida en 1986), que trabajó como actriz de fondo junto a él en Manual de supervivencia escolar de Ned.
Cuando Butler tenía trece años, se le acercó un representante de una compañía de administración de actores en la Feria del Condado de Orange que lo ayudó a comenzar en la industria del entretenimiento. Descubrió que lo disfrutaba y pronto comenzó a tomar clases de actuación.
Butler asistió a la escuela pública hasta el séptimo grado cuando se fue para recibir educación en el hogar para adaptarse a su horario de trabajo. Continuó su educación escolar en el hogar hasta el décimo grado cuando tomó el CHSPE para terminar su educación secundaria formal.
Durante un episodio de 2 Lies & a Leaf, se reveló que la amiga íntima de Butler y coprotagonista de High School Musical, Ashley Tisdale, y su hermana Jennifer Tisdale, son sus primas décimas con una generación de diferencia.

## Carrera

### 2005-2011: Carrera temprana en comedias de situación para adolescentes
En 2005, después de trabajar como extra en varias series de televisión, Butler consiguió su primer trabajo regular como actor de fondo interpretando el papel de Zippy Brewster durante dos temporadas en la comedia de situación de Nickelodeon Manual de supervivencia escolar de Ned. Su amiga en el programa, Lindsey Shaw, le presentó a su mánager, Pat Cutler, quien inmediatamente se ofreció a representarlo y, a partir de ese momento, Butler comenzó a tomar la actuación en serio como una carrera.
En mayo de 2007, Butler consiguió un papel de estrella invitada en la serie original de Disney Channel Hannah Montana interpretando el papel de Derek Hanson junto a la actriz Miley Cyrus, y en septiembre de ese mismo año, interpretó a Jake Krandle en el episodio «iLike Jake» en la serie de Nickelodeon iCarly.

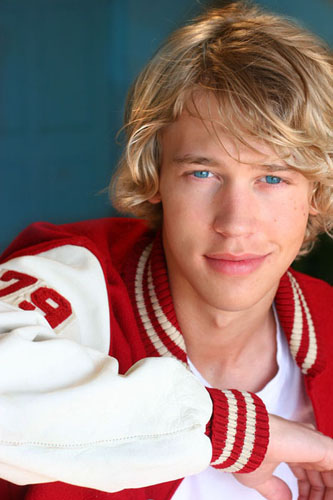
Butler en marzo de 2008.

En febrero de 2008, Butler consiguió un papel principal en la cuarta temporada de la serie de Nickelodeon y Family Channel Zoey 101 interpretando a James Garrett, el interés amoroso del personaje principal de Jamie Lynn Spears, Zoey, y en marzo de ese año, apareció en un episodio de Out of Jimmy's Head, interpretando el papel de Lance en el episodio titulado «Princess».
En julio de 2009, Butler protagonizó la película de aventura familiar de 20th Century Fox Aliens in the Attic (originalmente titulada They Came From Upstairs), interpretando a Jake Pearson, junto a Ashley Tisdale, Carter Jenkins, Robert Hoffman, Kevin Nealon y Doris Roberts. En la película, su personaje, junto con su familia, lucha para salvar su casa de vacaciones y el mundo de una invasión alienígena. Ese mismo verano, Butler apareció en el papel protagónico de Jordan Gallagher en la popular pero efímera serie de ABC Family Ruby & the Rockits, junto a David Cassidy, Patrick Cassidy y su buena amiga, Alexa Vega.
En febrero de 2010, Butler consiguió un papel recurrente como Jones en la serie de The CW Life Unexpected. Más tarde ese año, actuó como invitado en episodios de las comedias de situación de Disney Channel Wizards of Waverly Place y Jonas, así como en CSI: Miami y The Defenders. También en 2010, la coprotagonista de Butler de Aliens in the Attic, Ashley Tisdale, lo invitó a una audición para un papel principal en la película Sharpay's Fabulous Adventure, un spin-off de la franquicia High School Musical de Disney que siguió las aventuras de Sharpay Evans después de la escuela secundaria como intenta conseguir su gran oportunidad en Broadway. En la película, Butler interpreta a Peyton Leverette, el interés amoroso de Sharpay. Con respecto a su casting, Butler le dijo a Week In Rewind, «Había trabajado con Ashley una vez, y luego me enteré de la película, porque ella me llamó y me dijo: 'Austin, quiero que vengas y leas para el director esto. Creo que serías perfecto. Entonces, fui y me reuní con el director, me fue muy bien y terminé haciendo la película». La película fue lanzada directamente en DVD el 19 de abril de 2011.
En 2011, consiguió el papel de Wilke en la serie Switched at Birth de ABC, que debutó el 27 de junio de 2011. En el mismo año, firmó para interpretar el papel principal de Zack Garvey en la película de Lifetime TV llamada The Bling Ring, realizada por Dick Clark Productions y dirigida por Michael Lembeck, quien anteriormente dirigió Tooth Fairy y las dos últimas entregas de la franquicia The Santa Clause así como The Bling Ring, una película para televisión de Lifetime, emitida el 26 de septiembre de 2011, protagonizada por Austin Butler como Zack Garvey (basada en Nick Prugo). Sigue a un grupo de jóvenes ladrones mientras atacan las casas de algunas de las celebridades de Hollywood. Jennifer Grey de Dirty Dancing interpreta a Iris Garvey, la madre del personaje de Butler, Zack, uno de los acusados. La película también está protagonizada por Yin Chang, Renee Olstead y Spencer Locke. La película fue lanzada el 26 de septiembre de 2011.

### 2012-2017: Papeles principales en televisión
Cuando tenía poco más de 20 años, Butler continuó actuando en series de televisión para adolescentes, pero obtuvo un mayor reconocimiento por sus papeles protagónicos en The Carrie Diaries y más tarde en The Shannara Chronicles; también se diversificó en nuevos proyectos teatrales y cinematográficos.
En marzo de 2012, Butler participó en la serie de precuelas de Sex and the City de The CW, The Carrie Diaries, para interpretar a Sebastian Kydd, un galán inquietante que asiste a la misma escuela secundaria que Carrie Bradshaw, interpretada por AnnaSophia Robb. The Carrie Diaries se basa en la novela de Candace Bushnell del mismo nombre y sigue la vida de Bradshaw en la década de 1980 cuando era adolescente en la ciudad de Nueva York. El espectáculo fue cancelado después de dos temporadas.
En abril de 2014, se anunció que Butler se había unido al elenco de la obra Death of the Author en el Geffen Playhouse de Los Ángeles. Interpretó el papel de Bradley, un estudiante de derecho con una doble especialización en ciencias políticas y matemáticas, y está listo para graduarse de una universidad rica. La obra está dirigida por Bart DeLorenzo y escrita por Steven Drukman. Después de los avances el 20 de mayo de 2014, la obra se presentó del 28 de mayo al 29 de junio.
Butler luego se unió al elenco de Arrow en el papel recurrente de Chase. Su personaje era un DJ y un interés amoroso del personaje de Willa Holland, Thea Queen. Actuó junto a Miranda Cosgrove y Tom Sizemore en la película de suspenso de 2015 The Intruders, y apareció en la película de comedia de terror de Kevin Smith de 2016 Yoga Hosers sobre Colleen Collette y Colleen McKenzie, aficionadas al yoga de 15 años. Las películas también están protagonizadas por Johnny Depp, Lily-Rose Depp, Harley Quinn Smith y Haley Joel Osment.
En 2016, comenzó a interpretar el papel de Wil Ohmsford en The Shannara Chronicles, la adaptación televisiva de MTV de la novela de Terry Brooks The Elfstones of Shannara. La serie fue cancelada después de dos temporadas.

### 2018-presente: Aclamación de la crítica yElvis
Butler hizo su debut en Broadway interpretando a Don Parritt, el «niño perdido» en The Iceman Cometh, protagonizada por Denzel Washington y David Morse. Las vistas previas para la ejecución limitada comenzaron en marzo de 2018 y la obra se cerró en julio de 2018. Reseña de Per Hilton Als sobre la obra en The New Yorker: «Aunque hay muchos artistas en la puesta en escena de George C. Wolfe de la fenomenal obra de Eugene O'Neill [ ...] drama, The Iceman Cometh, [...] solo hay un actor, y su nombre es Austin Butler».
En 2019, apareció en la película de Quentin Tarantino Once Upon a Time in Hollywood como una versión ficticia del miembro de la familia Manson, Tex Watson. Aunque tuvo un tiempo de pantalla limitado, su actuación ha sido descrita como «intensa» y «melancólica». Ese mismo año, Butler fue elegido como Elvis Presley en Elvis, una película biográfica sobre el cantante dirigida por Baz Luhrmann. La película se estrenó en el Festival Internacional de Cine de Cannes de 2022, donde la película recibió una ovación de pie de doce minutos por parte del público, la más larga en el festival del año. La actuación de Butler recibió elogios de la crítica, así como elogios de la familia Presley. Describió el papel como «lo más intimidante que he hecho». Butler presentó un episodio de Saturday Night Live ese mismo año.
Butler protagonizará a continuación la miniserie de drama bélico Masters of the Air. Luego interpretará a Feyd-Rautha en la epopeya de ciencia ficción Dune: parte dos y protagonizará junto a Tom Hardy y Jodie Comer The Bikeriders de Jeff Nichols.

## Vida personal
Butler disfruta creando y grabando música. Aprendió por sí mismo a tocar la guitarra a la edad de trece años y el piano a los dieciséis.
En 2014, la madre de Butler murió de cáncer de duodeno.
Desde hace años es amigo cercano de la actriz Ashley Tisdale quien también es su prima décima.
Estuvo en una relación con la actriz Vanessa Hudgens del 2011 al 2020. Desde finales de 2021 hasta 2024, Butler estuvo en una relación con la modelo Kaia Gerber.

## Filmografía

### Cine
| Año  | Título                        | Papel                 | Notas        |
| ---- | ----------------------------- | --------------------- | ------------ |
| 2007 | The Faithful                  | Danny                 | Cortometraje |
| 2009 | Aliens in the Attic           | Jake Pearson          |              |
| 2011 | My Uncle Rafael               | Cody Beck             |              |
| 2012 | Sharpay's Fabulous Adventure  | Peyton Leverett       |              |
| 2013 | Life Life in in Space Space   | Asistente Shnotzy     | Cortometraje |
| 2015 | The Intruders                 | Noah Henry            |              |
| 2016 | Yoga Hosers                   | Hunter Calloway       |              |
| 2018 | Dude                          | Thomas Daniels        |              |
| 2019 | The Dead Don't Die            | Jack                  |              |
| 2019 | Once Upon a Time in Hollywood | Charles «Tex» Watson  |              |
| 2022 | Elvis                         | Elvis Presley         |              |
| 2023 | The Bikeriders                | Benny                 |              |
| 2024 | Dune: parte dos               | Feyd-Rautha Harkonnen |              |
| 2025 | Eddington                     | Vernon Jefferson Peak |              |
| TBA  | Caught Stealing               | Hank Thompson         |              |

### Televisión
| Año       | Título                                 | Papel                   | Notas                                 |
| --------- | -------------------------------------- | ----------------------- | ------------------------------------- |
| 2005-2007 | Manual de supervivencia escolar de Ned | Zippy Brewster          | Personaje secundario (temporadas 2-3) |
| 2005      | Unfabulous                             | Estudiante              | Episodio: «The Eye Randy»             |
| 2006      | Drake & Josh                           | Chico                   | Episodio: «The Demonator»             |
| 2006      | Hannah Montana                         | Toby                    | Episodio: «Oops! I Meddled Again!»    |
| 2007      | Zoey 101                               | Daniel                  | Episodio: «Quarantine»                |
| 2007      | iCarly                                 | Jake Krandle            | Episodio: «iLike Jake»                |
| 2008      | Zoey 101                               | James Garrett           | Personaje principal (temporada 4)     |
| 2008      | Out of Jimmy's Head                    | Lance                   | Episodio: «Princess»                  |
| 2009      | Zeke & Luther                          | Rutger Murdock          | Episodio: «Adventure Boy»             |
| 2010      | Wizards of Waverly Place               | George                  | Episodio: «Positive Alex»             |
| 2010      | Jonas L.A.                             | Stone Stevens           | Episodio: «Back to the Beach»         |
| 2010      | CSI: Miami                             | Josh Chapman            | Episodio: «Happy Birthday»            |
| 2010      | The Defenders                          | Cody Dennis             | Episodio: «Nevada v. Dennis»          |
| 2010-2011 | Life Unexpected                        | Jones                   | Personaje secundario                  |
| 2011      | CSI: Nueva York                        | Benjamin Gold           | Episodio: «Do or Die»                 |
| 2011-2012 | Switched at Birth                      | James «Wilke» Wilkerson | Personaje secundario (temporada 1)    |
| 2012      | Are You There, Chelsea?                | Luke                    | Episodio: «Believe»                   |
| 2013      | The Bling Ring                         | Zack Garvey             | Película para televisión              |
| 2013-2014 | The Carrie Diaries                     | Sebastian Kydd          | Elenco principal                      |
| 2014-2015 | Arrow                                  | Chase                   | 3 episodios                           |
| 2016-2017 | The Shannara Chronicles                | Wil Ohmsford            | Elenco principal                      |
| 2024      | Masters of the Air                     | Major Gale Cleven       | Elenco principal                      |

## Premios y nominaciones
Premios Óscar
| Año  | Categoría   | Película | Resultado |
| ---- | ----------- | -------- | --------- |
| 2022 | Mejor actor | Elvis    | Nominado  |

Globos de Oro
| Año  | Categoría           | Película | Resultado |
| ---- | ------------------- | -------- | --------- |
| 2022 | Mejor actor - Drama | Elvis    | Ganador   |

BAFTA
| Año  | Categoría   | Película | Resultado |
| ---- | ----------- | -------- | --------- |
| 2022 | Mejor actor | Elvis    | Ganador   |

Premios del Sindicato de Actores
| Año  | Categoría     | Película                      | Resultado |
| ---- | ------------- | ----------------------------- | --------- |
| 2019 | Mejor reparto | Once Upon a Time in Hollywood | Nominado  |
| 2022 | Mejor actor   | Elvis                         | Nominado  |

Premios de la Crítica Cinematográfica
| Año  | Categoría   | Película | Resultado |
| ---- | ----------- | -------- | --------- |
| 2022 | Mejor actor | Elvis    | Nominado  |

Premios Satellite
| Año  | Categoría                       | Película | Resultado |
| ---- | ------------------------------- | -------- | --------- |
| 2022 | Mejor actor - Comedia o Musical | Elvis    | Ganador   |

Premios Sant Jordi
| Año  | Categoría                          | Película | Resultado |
| ---- | ---------------------------------- | -------- | --------- |
| 2022 | Mejor actor en película extranjera | Elvis    | Ganador   |

## Discografía

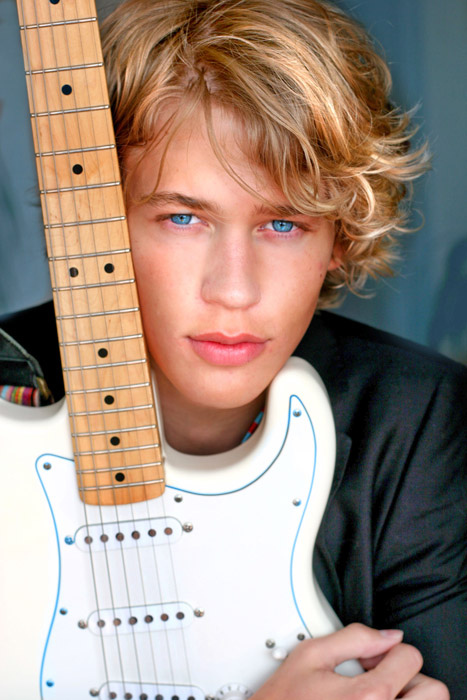
Butler con su guitarra en marzo de 2008.

### iCarly
Butler realizó una canción en iCarly cuando fue estrella invitada interpretando «Whatever My Love».

### Ruby and the Rockits
Butler apareció en canciones de la serie Ruby and the Rockits. Los sencillos fueron publicados a través de iTunes.

#### Sencillos
1. «Possibilities» (con Alexa Vega)
(publicado el 18 de agosto de 2009)
2. «Life I Love You, Not»
(publicado el 8 de septiembre de 2009)

### Inéditos de Ruby and the Rockits
1. «Lost in Your Own Life» (versión a dúo), con Alexa Vega. Incluida en el episodio piloto transmitido el 21 de julio de 2009.
2. «Humming Melody», con Alexa Vega, Patrick Cassidy, David Cassidy, Austin Butler, Kurt Doss y Katie A. Keane. Del episodio transmitido el 8 de septiembre de 2009.